# Macedão
Felipe Macedo (Curitiba, 27 de março de 1989) é um jornalista e radialista brasileiro. É conhecido como Macedão da Chinelada ou apenas Macedão, marca registrada desde a sua estreia na Rede Massa por carregar uma chinela gigante ao fazer críticas.

## Biografia
Macedão iniciou a sua carreira em 2013 sendo contratado pela Rede Massa, afiliada paranaense do SBT, sendo repórter dos telejornais da emissora. Teve a sua primeira projeção em dezembro de 2017 quando foi cobrir férias na TV Guará, de Ponta Grossa. Graças a sua popularidade com o público, Macedão foi promovido a apresentador do Tribuna da Massa em suas edições aos sábados, gravando também algumas matérias exclusivas para a emissora.
Em julho de 2019, mudou-se para Londrina e foi encarregado de lançar a edição local do Primeiro Impacto na região pela TV Cidade. Em agosto de 2020, assumiu o Tribuna da Massa.
Em 2024 foi efetivado como comentarista e repórter do Tá na Hora, onde se tornou conhecido nacionalmente. Em maio de 2025, havia sido escolhido para ser apresentador da edição nacional do programa, substituindo Datena, porém, para cumprir compromissos nacionais, Macedão ainda permaneceu no comando do Tribuna da Massa, até mudar-se para São Paulo e ser escolhido como apresentador do futuro Aqui Agora junto com Dani Brandi, chegando a fazer testes para o programa. No entanto, com o adiamento do programa, Felipe acabou assumindo a apresentação do Tá na Hora nacional, junto com Brandi. Porém, o jornalista deixaria o programa no dia 10 de junho por mal desempenho e rejeição do público. No dia 24 de junho, o SBT decide rescindir o contrato com o jornalista e o envia de volta para a TV Cidade, retornando para o Tribuna da Massa.

## Filmografia
| Ano                    | Título                  | Função                  | Emissora   | Ref.              |
| ---------------------- | ----------------------- | ----------------------- | ---------- | ----------------- |
| 2013–19                | SBT Paraná              | Repórter                | Rede Massa |                   |
| 2013–19                | Tribuna da Massa        | Repórter                | Rede Massa |                   |
| 2017–19                | Apresentador eventual   | TV Guará                |            |                   |
| 2019–20                | Primeiro Impacto Paraná | Apresentador            | TV Cidade  | [ 6 ] [ 7 ] [ 5 ] |
| 2020–25; 2025–presente | Tribuna da Massa        | Apresentador            | TV Cidade  | [ 6 ] [ 7 ] [ 5 ] |
| 2024–25                | Tá na Hora              | Comentarista e repórter | SBT        |                   |
| 2025                   | Tá na Hora              | Apresentador            | SBT        |                   |